# 田中正明
田中 正明（たなか まさあき、明治44年（1911年）2月11日 - 平成18年（2006年）1月8日）は、日本の歴史研究家、政治思想家、近現代史評論家、著述家、新聞編集者、アジア植民地解放運動の活動家。 　
戦前・戦時中は松井石根の私設秘書としてアジア解放運動に従事した。大亜細亜協会編集責任者、戦後は、拓殖大学講師、世界連邦建設同盟事務局長、財団法人国際平和協会専務理事を務めるほか、近現代史評論家として著述活動を活発に行った。

## 略歴
長野県下伊那郡喬木村出身。旧制飯田中学（長野県飯田高等学校）卒業。1933年、興亜学塾卒業。松井石根の元私設秘書、松井が設立発起人となった大亜細亜協会編集責任者となる。応召し、無錫で終戦を迎える。
戦後、公職追放を経て、南信時事新聞編集長、世界連邦建設同盟事務局長、財団法人国際平和協会専務理事。拓殖大学講師。日本アラブ協会常任理事。
極東国際軍事裁判インド代表判事のラダ・ビノード・パールとの親交が深く、日本で初めてパール判決を紹介する『パール博士の日本無罪論』を1952年のサンフランシスコ講和条約発効日に公表した。
1966年（昭和41年）9月に岸信介元首相の名代として訪台した5名の日本人台湾使節団の一人として、蔣介石と面談した。
晩年には南京事件の存在に否定的な立場からの言論活動を活発に行った。
1994年、興亜観音を守る会会長。
2006年1月8日、肺炎のため東京都小金井市の病院で死去、94歳没。板垣正が葬儀委員長、深田匠が葬儀副委員長を務めた。

## 『パール博士の日本無罪論』
田中は1963年の『パール判事の日本無罪論』（慧文社)で、ラダ・ビノード・パール判決書について、松井石根ら極東国際軍事裁判の被告に対し全員無罪を主張したことを説明している。これに対して2007年中島岳志は「パール判決書は日本無罪論ではない」と批判し、小林よしのりとのパール判決論争が起こった。

## 『松井石根大将の陣中日記』加筆修正問題
1985年に芙蓉書房から田中が編集した『松井石根大将の陣中日記』が出版された。
同書について改竄箇所が多数あることを発見した中央公論社は、偕行社で南京事件の資料収集にあたっていた板倉由明に鑑定を依頼、板倉は、「南京占領後の態度方針を説明するため外人記者団と会見をした」といった原文の松井の日記にない記述を加えたり、また「松井大将が『南京虐殺』に関する質問を受けた様子は全くみられない」という注釈などの修正加筆があり、細部まで含めると異同は900以上にのぼると指摘し、「発見された改竄は、脱落だけならまだしも書き加えまであり、しかもそれらすべて南京虐殺事件否定の方向で行なわれている。これは明らかに編者・田中氏の意図的行為であると断ぜざるを得ない』と改竄箇所が多数にのぼることを認めた。その後、松井石根大将の陣中日記の正確な本文は板倉によって翻刻、『南京戦史資料集Ⅱ』に収録された。
また、本多勝一も朝日新聞で900ヶ所の改ざんがあると報道した。この件は、秦郁彦も批判した。
田中は1987年の著書『南京事件の総括』で、板倉由明による日誌原文とのズレの指摘について「氏の推定箇所以外はほぼまちがいありません」と認めたうえで、「「南京事件」を隠すために、意図的に改ざんしたものでは毛頭ありません。だいいち大将の日誌には、南京に“虐殺”事件があった、なかった、などということとはまったく無関係なのです。隠さなければならぬことは何もないのです。そのほとんどは、私の筆耕の誤植、脱落、あるいは注記すべきところをしなかった等の不注意によるものであります。それを「『南京虐殺』ひたすら隠す」といかにも私が実在した“虐殺事件”を秘匿したかのごとく誹謗したのです。なにぶんにも兵馬こうそうの間に走り書きされた日記で、しかも大将独特の難解な草書体で読みとることのできない不明の箇所が多く、その中の一字を判読するのに、三時間も四時間も要し、それでもなお読みとることができなかった例がいく箇所もありました。このほかに、不鮮（すくなからず）、如此（かくのごとき）、不詳（くわしからず）、併（ならびに）、方（まさに）、不審（つまびらかならず）、仍而（よって）、太（はなはだ）、此（かかる）、遽（にわか）・・・・・・・等々数えあげれば際限ありませんが、これらの漢文調の文字を、現代の読者に読みやすくする配慮から、かなまじり文になおし、あるいは新かなづかいにそって、おくりがなを付したり、句読点を付すなど、語句の扱いに配慮を欠いた点は認めますが、原文を勝手に書き直して、虐殺事件を隠したとか、大将の不利を補ったとかいったようなことは毛頭もありません。」と述べた。また、朝日新聞は「私が言いもしない「申し訳ない」という詫びごとまでねつ造して、いかにも私が意図的な改ざんを認めたかのような記事」を書いたと批判し、「朝日新聞をはじめ洞富雄氏ら虐殺派の人々は、ニセ写真やウソの記述までならびたてて、ありもせぬ２０万、３０万の“大虐殺”がさもあったかのごとく宣伝し著述しています。これこそ歴史の改ざんでなくてなんでしょうか。」と反論した。
一方、洞富雄は、もはやこれは田中の言いがかりであり、もともと板倉と田中こそが仲間どうしであり、板倉のこの発言は、田中とともに南京大虐殺を否定してきた板倉が、この事態に当たっても猶、自身のこれまでの過ちを認めず、自己正当化のためにコジツケの発言をしたものと主張している。
また田中は、南京市文史資料研究会編の『証言・南京大虐殺』の証言を「白髪三千丈式の大デタラメ」として、また、洞富雄、藤原彰、吉田裕、秦郁彦を批判している。
近年では、笠原十九司が田中を批判している。

## 蔣介石の「南京大虐殺否定発言」
1966年の台湾使節団としての蔣介石との面談の際、田中が1936年（昭和11年）に松井大将の秘書として蔣に一度会ったことを伝えると、蔣は「松井石根」という名を耳にした瞬間、顔色がさっと変わり、手を震わせ、目を真っ赤にして、涙ぐみながら「松井閣下には誠に申し訳ないことをしました」「南京に大虐殺などありはしない。ここにいる何応欽将軍も軍事報告の中でちゃんとそのことを記録してあるはずです。私も当時、大虐殺などという報告を耳にしたことはない。松井閣下は冤罪で処刑されたのです」と言いながら、涙しつつ田中の手を二度三度握り締めたと、田中は2001年の講演で述べ、また2003年出版した著書でもこのエピソードを紹介し、田中は「あれほど支那を愛し、孫文の革命を助け、孫文の大アジア主義の思想を遵奉したばかりか、留学生当時から自分（蔣）を庇護し、面倒を見て下さった松井閣下に対して何ら酬いることも出来ず、ありもせぬ「南京虐殺」の冤罪で刑死せしめた。悔恨の情が、いちどに吹きあげたものと思われる」と述べた。
田中の門下生である深田匠は2004年の著書で同じエピソードを紹介し、「この蔣介石の涙の謝罪は、日本人訪台団、通訳、蔣介石の側近らが全員耳にした歴然たる事実であり、南京大虐殺なるものは一切存在しなかったことを当事者が認めた貴重な証言である」と評している。

## 著書

### 単著
- 大東亜戦争は侵略ではない（靖國神社）
- ソ連東欧への旅（丘書房）
- 聖戦（平凡社）1940年
- 大亜細亜先覚伝（象山閣）1942年
- アジア風雲録（東京ライフ社）1956年
- 光また還る―アジア独立秘話（日本週報社）1958年
- パール判事の日本無罪論（慧文社、1963年、2001年に小学館文庫で復刊）ISBN 978-4094025064
- 世界連邦その思想と運動（平凡社）1974年
- 雷帝東方より来たる（自由国民社）1979年
- 憂国の艇身―アジアの曙（日本工業新聞社）1981年
- 東京裁判とは何か―六つに分かれた判決（日本工業新聞社）1983年1月　ISBN 978-4819105828
- 落つる夕陽よ、しばらくとまれ―烈士脇光三伝（拓殖大学）1983年
- 南京虐殺の虚構―松井大将の日記をめぐって（日本教文社）1984年
- 松井石根大将の陣中日記（芙蓉書房）1985年
- 「南京事件」の総括（謙光社、1987年、2007年に小学館文庫で復刊）ISBN 978-4094060027
- 歌集　鎮魂の旅（丘書房）1988年
- 歌集　道ひとすぢ（不二歌道会）1988年
- 歌集　玉砕の島（丘書房）1989年
- アジア独立への道（展転社）1991年　ISBN 978-4886560681
- 掃葉集―このままでは日本は危ない（国民新聞社）1994年
- 國、亡ぼす勿れ―私の遺言（展転社）1998年4月　ISBN 978-4886561480

### 翻訳
- S.チャンドラ・ボース著「印度の闘争」（興亜書房）1942年

### 編著
- パール述・田中編著「日本無罪論―眞理の裁き―極東國際軍事裁判における印度・パール判事の判決文」（太平洋出版社）1952年
- ラダビノード・パール著・田中編著『パール博士「平和の宣言」』（東西文明社、1953年、2008年小学館で復刊）
- 朝日が明かす中国の嘘（高木書房）2003年

### 共著
全て展転社刊
- アジアに生きる大東亜戦争　1989年
- 世界から見た大東亜戦争　1991年
- 大東亜戦争の総括  自由民主党 (日本)「歴史・検討委員会」編　1995年